# Felsőgagy
Felsőgagy község Borsod-Abaúj-Zemplén vármegyében, az Encsi járásban.

## Fekvése
Miskolctól közúton mintegy 46 kilométerre északra fekszik, a 2624-es út mentén; utóbbiból itt ágazik ki (a 22+100-as kilométerszelvénye közelében) keleti irányban a Csenyétére vezető 26 143-as út. Északnyugati határszéle közelében ér véget, a 2624-esbe beletorkollva a Szikszótól e térségig húzódó 2622-es út.
A legközelebbi települések: Csenyéte 2 és Alsógagy 3 kilométerre; a legközelebbi város, Encs 20 kilométerre található.

## Története

### Középkor
A Gagy szó ismeretlen eredetű, talán személynévre vezethető vissza, azaz a környék egy korai birtokosára utal. A szó magyarázatának eddigi próbálkozásai mind sikertelenek voltak. A szó ’mocsaras, vizenyős terület’ jelentése nem bizonyított, ugyanúgy nem bizonyítható az a feltételezés sem, hogy a településen keresztülfolyó patak neve valaha is Gagy lett volna, és a helység erről kapta volna a nevét, miként a szláv god, vagy godzs alapszóból képzett személynévre történő visszavezetése is problémás. A magyar helynévadás szokásai szerint az alsó előtag egy másik helyhez képest délebbre fekvő, vagy egy folyóvíz melletti település esetén a folyásirány szerint lejjebb fekvő településre utal. Esetünkben mindkét ok fennáll: a patak és a patak mellett húzódó út mellett fekvő északabbi települést Felső- a délebbit pedig Alsógagynak hívták. 1327-ben említették először külön Felső-és Alsógagyot. Ennek ellenére a középkori források többségében a két falut nem különítették el, ezért történetüket együtt mutatjuk be. A falvak birtokosai mindig az Aba nemzetséghez tartozó Gagyi család tagjai voltak. A 15. században e családból vált ki a gagyi Vendégi és Bátori család.
A falu első említése 1256-ból, a jászói premontrei konvent jószágai határainak leírásában maradt fenn, amikor Nyésta határában említették a Gagy felé vezető utat. 1272-ben Csőszbakta – a mai Baktakék – határosaként fordult elő. 1279-ben az Aba nemzetség egy másik ágának is volt itt birtoka. A közülük való Lőrinc tárnokmester a Tekes rokonság tagjainak adta gagyi és erdőfalvi – ez mai Dicháza, amely Homrogd része – birtokait. Az ügy részleteiről nem tudósítanak a források, az azonban bizonyos, hogy a későbbiekben is csak az Aba nemzetség gagyi ágának tagjai birtokoltak itt. Az Anjou-korban több határmegállapítás említette Gagy határait. 1327-ben az Alsógagyról Csenyétére vezető útról írtak, ezt az utat később is gyakran emlegették. Ez volt Alsógagy továbbá a mára elpusztult és Fáj határába olvadt Papi falu egyik határa. 1427-ban az alsógagyi parasztok élték Papi egy részét, a parlagon álló papi földekre hajtották legelni állataikat. Vásáros hely volt. Az akkor már valószínűleg régóta álló vásárát először 1387-ben említették. A hetivásár napja szerdára esett.
A Gagyi család tagjai gyakran szerepeltek a megyei közéletben, két falujukról azonban csak nagyon kevés forrás beszél. A kamara haszna nevű királyi adó 1427-es jegyzékében a Gagyiakat úgy írták össze, mint a legtöbb nemesi családot: mindenkit azzal a családnévvel illettek, amilyen falut birtokolt. Ezért kapta Alsógagy birtokosa, László az Alsógagyi nevet. Valójában csak Gagyi családról beszéltek. Alsógagyon ekkor 29, Felsőgagyon 30 paraszti telek után szedték be az adót. Mindkét falu Abaúj vármegyének a Hernádtól nyugatra fekvő járásába volt besorolva. A rá vonatkozó iratokat Gagyi Balázs valamikor az 1439-ben kezdődött zavaros idők során egy kassai polgárnál helyezte el a nagyobb biztonság kedvéért, és a család tagjai 1472-ben kapták vissza. Ekkor hat Gagyi családba való nemes volt a két Gagy birtokosa. Gagyi Balázs halála után Mátyás király két udvari embere, Dési Péter kamarás és Endrédi Fica Dömötör palotás a maga számára kért adományt a Gagyiak több birtokára, így a teljes Felsőgagyra és Alsógagy felére is. A Gagyiak 1472-ben sikerrel védték meg öröklött birtokaikra vonatkozó jogaikat, a két Gagy több más jószággal együtt a kezükön maradt. 1479-ben Alsó- és Felsőgagyon voltak részei a gagyi Bátori családnak is, melyet Horvát János vett tőlük zálogba.
A 14. század elején bizonyíthatóan egyházas hely volt. Papja jövedelmének tizedeit 1332-ben egy márkára becsülték, 1333-ban 42, 1334-ben 12, 1335-ben 24 garast szedtek be tőle a pápai tizedszedők. Az 1330-as évek elején plébánosát Istvánnak, 1405-ben Péternek hívták. Az egri püspökség tizedeinek felosztásakor tizedei a káptalannak jutottak. E miatt a püspök és a káptalan között per keletkezett, amelyben 1319-ben egyezett ki a két fél. Más Abaúj, Borsod és Ung vármegyei települések és Eger egy részének tizedei mellett Gagy falu tizedeit is visszakapta az egri káptalan. Az, hogy Felsőgagyon bencés kolostor állott volna, egy kétes hitelű, kései feljegyzésen alapszik.

### Kora újkor
Alsó- és Felsőgagy elválása Mohács után is megmaradt, Felsőgagyot a török korban is önálló faluként tartották számon, de a kora újkori birtoklástörténetben a két helység sokszor ugyanazon birtokosok, birtokos családok joghatósága alá tartozott. Bár a középkorban több ágra szakadt Gagyi család néhány tagja a 16. században örökös nélkül halt meg, és így időről-időre új személyek, családok is megjelentek a birtokosok között, a Gagyiak egyik örökös famíliája, a gagyi (gagybátori) Báthori, más néven a Gagy-Báthori család, illetve a Gagyi család leányági, főként református vallású leszármazói még a 17. században is megmaradnak Felsőgagy földesurainak, legtöbbször azonban csak részbirtokosként. Alsó- és Felsőgagyra ugyanis, hasonlóan a csereháti helységekhez, jellemző a többes birtoklás, az ún. conpossesoratus. Felsőgagy azonban kitűnik a Gagyiak birtokai közül, hiszen itt a kora újkorban – feltehetően középkori eredetű – földesúri rezidenciája, emeletes kastélya van a nemesi családnak. A Gagyi család örököseinek közös birtoklását azonban már a kora újkor elején megszakítja egy királyi adomány. 1535-ben ugyanis Gagyi Miklós és Somossy Anna fia, Mihály örökös nélkül hal meg, ezért az uralkodóra háramlott felső- és alsógagyi részbirtokait, a felsőgagyi kastéllyal együtt, Szepsi Bálintnak, az egri Boldogasszony-társaskáptalan prépostjának, Szalaházi Tamás egri püspök és király kancellár titkárának, illetve fivérének: Szepsi Jánosnak, valamint Farkas és József nevű rokonaiknak adományozza az uralkodó. Feltehető, hogy Szepsi Bálint veszprémi kanonok, felsőőrsi és egri prépost és rokonai nem sokáig birtokoltak, mert később nem tűnik fel a nevük Felsőgagy földesurai között.
A Gagyi család leányága révén lesz Felsőgagy birtokosa a 16. századi hivatali elit egyik, a krakkói egyetemet is megjárt tagja, Fülpesi (Fülpessy) Albert (1513–?), a nagyobb királyi kancellária jegyzője, aki Gagyi Miklós és Somossy Anna másik fia, Demeter abaúji alispán (1512–1517) fiának, Gagyi Jánosnak a leányát, Annát vette feleségül. Mivel Gagyi Jánosnak nem volt fiúörököse, nemesi birtokai visszaszálltak a királyra, I. Habsburg Ferdinánd azonban 1548-ban Alsógagy, Felsőgagy, Vendégi, Újlak és Gagybátor falvakat, illetve Apáti pusztát a néhai Gagyi János vejének, Fülpesi (Philepesy) Albertnek adományozta. Fülpesi a felsőgagyi kastélyban rendezi be rezidenciáját, de új birtokai egy részén kénytelen osztozni a Gagyiak Vendéghi-ágából származó Vendéghi Benedekkel, akivel egyébként 1544-ben egyezségre lépett, amelyet írásban is rögzítettek. A birtokviszály oda vezetett, hogy Fülpesi Albert fia, Ferenc 1568-ban Felsőgagyon meggyilkolta gagyi Vendéghi Benedeket, később azonban kiegyezett az áldozat lányával, Vendéghi Fruzsinával. Fülpesi Ferenc két fia 1575-ben kapott királyi adományt Szatmár és Abaúj vármegyei birtokaikra (Filpes és Filpes-Daróc; Alsó- és Felső-Gagy, Újlak, Bátor, Vendég, Fancsal, Felső-Kázsmárk és Devecser falvak, Velence, Lyuba és Felső-Homrogd puszták), ezek közül ifj. Ferencnek jutottak a csereháti birtokok. Egyik leszármazója még 1635-ben is birtokol Felsőgagyban, igaz csak kuriális nemesként.
A gagyi (gagybátori) Báthori család több tagjának is volt birtokrésze Felsőgagyon a középkor végén, köztük Báthori Ferencnek (†1511), akinek özvegye, putnoki Putnoky Zsófia feleségül ment Mondolay Kristófhoz. Fiuk, Mondolay Péter, aki pelsőci Bebek György (†1567) gömöri főispán, a korszak nevezetes oligarchája familiárisa volt, a felsőgagyi kastélyt választotta állandó lakhelyéül, ahonnan 1560-ban Bebek György elűzte, családi levéltárát, értékes ingóságait elrabolta, sőt csereháti birtokait is elvette, felsőgagyi kastélyával együtt. Így került, igaz, csak időlegesen, Bebek György és felesége, Patócsy Zsófia a felsőgagyi birtokra és a kastélyba.
A gagyi Báthori család másik tagja, Báthori Ferenc (†1511) unokaöccsének, Andrásnak fia: Báthori János I. Szapolyai János és utódai híve volt, ezért 1557-ben I. Ferdinánd felségárulási pert indított ellene, illetve nagybátyja, Báthori Ferenc másik fia, Báthori László ellen, elkobozva gagybátori, alsó- és felsőgagyi, újlaki, lyubai és gagyvendégi birtokrészeiket. Hasonló sorsra jutott birtokostársuk, Mondolay Péter veje, Mondolay Anna férje, a felsőgagyi előnevet felvett Horváth János (†1560) is, aki az 1470-es években felsőgagyi birtokossá lett dralepszkai Horváth János leszármazója volt. Báthori János és László, valamint felsőgagyi Horváth János lefoglalt birtokait az uralkodó Kun Balázsnak és fivérének, Bálintnak adományozta. Törteli Kun Balázs és testvérei, Bálint és Mátyás 1549-ben nyernek címeres nemességet. Kun Balázs katonai karriert fut be, kassai alkapitány, majd 1560-ban 1 évre gyulai várkapitány lesz. A törteli Kunok egyébként perben álltak felsőgagyi Horváth Jánossal, aki hatalmaskodást követett el ellenük, és a nagyhatalmú Bebek Györgyöt hívta segítségül saját védelmében a Kunok ellen, cserébe lekötötte birtokait Bebeknek. Amikor azonban felsőgagyi Horváth Jánosnak sikerült kiegyeznie a törteli Kunokkal, visszavonta Bebek Györgytől írásban tett ígéretét, és birtokait vejének, Mondolay Péternek szánta. Feltételezhető, hogy Bebek György ezért támadt 1560-ban Felsőgagyon Mondolayra, és ezért fosztotta meg egykori szolgálattevőjét birtokaitól. Bebek Györgyöt először a király is megerősítette a felsőgagyi kastély és tartozékai birtoklásában, 1560. május 11-én ugyanis ezeket az előző birtokos, Horváth János magtalan halála miatt Bebeknek adományozza. Bebek ragaszkodott a megszerzett birtokokhoz, felesége, Patócsy Zsófia még 1564-ben sem engedte vissza a csereháti jószágokat Mondolay Péternek, Abaúj vármegye hiába próbálta erővel visszafoglalni a felsőgagyi kastélyt. Legközelebb 1566-ban próbálkoztak a vármegyei képviselők Felsőgagy visszafoglalásával, de a Bebek György által az erődített kastélyba kinevezett Terchy Mihály várnagy, aki 1552-ben még a nógrádi Bussa (ma: Bušince, Szlovákia) várát védte a törökök ellen, fegyverrel állt ellen. Bebek hatalmaskodását még az országgyűlésen is tárgyalták 1566-ban, végül I. Miksa király 1567 decemberében utasítja Lazarus von Schwendi (1522–1583) kassai főkapitányt, hogy a pusztuló felsőgagyi kastélyt foglalja vissza Mondolay Péter javára. 1569-ben a király ismét adományba adja a Felsőgagy, Alsógagy és Újlak falvakban, illetve Apáti, Velkenye és Lyuba pusztákban birtokolt részjószágokat a vármegye későbbi adószedőjének, a leendő putnoki várkapitánynak, Mondolay Péternek és fivérének, Pálnak. 1578–1579-ben a portális adó jegyzéke Mondolay Pált nevezi meg Felsőgagy egyedüli birtokosának.
1569-ben a gagyi Báthori család további tagjait is megerősíti az uralkodó földesúri joghatóságukban, így Báthori János unokatestvérének, Báthori Lászlónak a lánya: Báthori Margit és második férje, Peykes Péter megyei adószedő is birtokos lesz ősi jószágaikban: Bátorfelső(!), Alsógagy és Újlak falvakban. A 16. század végén a Báthori család rokonságának következő nemzedéke a birtokos Felsőgagyon: 1596–1597-ben Mondolay Péter és Monai (Monaji) Klára lányának, Zsuzsannának férje: felsőszendi Fuló Mátyás (†1602 körül), Mondolay Pál és Potturnyay Anna lányának, Klárának első férje: ruszkai Kornis Péter (†1597), majd ennek özvegye, valamint a Báthori-ágból gagybátori Báthori András fia: János. A felsőgagyi birtokosok között feltűnik Vécsey Sandrin (Sándor) is, aki az 1480-as években élt ruszkai Kornis Péter és felesége, gagyi Gagyi Anna leszármazójának, Kornis Margitnak a férje. A falu alsó végén álló felsőgagyi kastély, mint Mondolay-örökség, 1584-től Mondolay Zsuzsannának és férjének, Fuló Mátyásnak (†1602 körül) jutott, miután megegyeztek a másik örökössel, Mondolay Pállal, és ettől kezdve Fuló-kastélynak nevezték. Felsőgagy a 17. században is jórészt a középkori Gagyi család kései leszármazói és oldalági rokonaik birtokában van. Egy 1641-ben tartott tanúvallatás során a felsőgagyi jobbágyok Fuló Miklósnét és Girincsy Mátyást nevezik meg földesuruknak. A Felsődobszán lakó Girincsy Mátyás anyja, felsőszendi Fuló Mátyás lánya: Zsuzsanna révén került a birtokosok közé, pósacsécsi Girincsy István ugyanis Fuló Zsuzsannát (felsőszendi Fuló Mátyás és Mondolay Zsuzsanna lányát) vette feleségül. A 17. század második felében ugyancsak felesége révén került Felsőgagy földesurai közé szászfai és uzapanyiti Uza Mihály Abaúj vármegyei táblabíró és szolgabíró, aki első felesége, özvegy Baksy (Baksay) Mihályné Jánoky Zsuzsanna (Jánoky Gáspár lánya) halála után, 1669-ben vette feleségül gagyi Báthori Annát. Uza Mihály Szászfán tartotta lakhatását, de Felsőgagyon is volt birtokrésze, 1682-ben 4 féltelken gazdálkodtak jobbágyai, és volt itt 3 zsellére, sőt két allodiális szőleje is. Id. monoki Monaky Ferenc, Monaky István és Fuló Mihály lányának, Margitnak a fia, aki 1642–1644 között Abaúj vármegye alispánja volt, ugyancsak házassága révén lett birtokos a Csereháton, feleségül vette ugyanis gagyi Báthori (Gagy-Báthori) Katát. Egyik leányuk, Monaky Katalin Felsőgagyon is örökölt a Báthoriak ősi jószágaiból, férjével, fáji Fáy Lászlóval (†1690 körül) együtt, akit 1670-ben a Wesselényi-szervezkedésben való részvétele miatt börtönbe zártak. Fáy László, Wesselényi egykori tanácsosa 1673-ig Pozsonyban raboskodott. Monaky Katalinnak 1670 körül 3 jobbágya (Pántos György, Babócs Péter, Cécei Sánta Tót György) volt Felsőgagyon.
A felsőgagyi kastélyban a felsőszendi református templomban eltemetett felsőszendi (ma: Szalaszend) Fuló Mátyás (†1602 körül) és Mondolay Zsuzsanna leszármazói éltek a 17. században, így Fuló Mátyás fia (Girincsy Istvánné Zsuzsanna fivére): id. Fuló Miklós (†1640 körül) országgyűlési követ (1617, 1621) és abaúji alispán (1622–1629), akitől két fia, ifj. Miklós és Mátyás örökölték az erődített épületet. A 17. század közepétől, ifj. Fuló Mátyás korai halála után, árvái és ifj. Fuló Miklós lettek a kastély urai. A felsőgagyi kastélyban a 17. század közepén a család másik ága, Fuló János országgyűlési követ (1634) leszármazottai, kércsi Fuló Miklós lányai: Pelsőczi Miklósné Fuló Mária és szkárosi Nagy Jánosné Fuló Zsuzsanna is rendelkeztek örökrésszel.
Felsőgagy és kastélya 17. századi birtokosai közül felsőszendi ifj. Fuló Miklós (†1677) jutott a legnagyobb hírnévre, ugyanis a Wesselényi-féle rendi szervezkedésben való részvétellel vádolták, és elfogatása után, 1671-ben a pozsonyi vésztörvényszék halálra ítélte, végül 1673-ban I. Lipót kegyelemben részesítette, birtokai visszaadásának ígéretével. A kincstár azonban a tekintélyes birtokvagyonnak csak egy részét juttatta vissza a Fulóknak 1672-ben, majd a királyi kincstár és a család között 1680-ban kötött egyezség szerint a Fuló-örökség harmadrésze a kincstárnál maradt, és ezeket a jószágokat a szendrői királyi uradalomhoz csatolták. A fiskushoz került csereháti jószágokat a 18. században majd udvarhű nemesek, köztük Tiszta Pál csereháti birtokos kapják meg adományban. A felsőgagyi kastélyt, amelyről a kamarai leltárban már 1670 végén azt állították, hogy puszta, leromlott, 1671-ben Fuló Miklós és unokaöccsei, ifj. Fuló Mátyás árvái fele-fele részben birtokolták és lakták, ekkor Fuló Miklós lefoglalt részének leltárát így vette fel a szendrői vár és uradalom provizora: „Gagy nevű faluban vagyon egy castelly, napnyugat felől való fele részében két continuatioban [szinten] vannak házak [síkmennyezetű szobák] és bótok [boltozott helyiségek], az alsó continuatioban vagyon egy kő konyha, abbúl nyílik egy sütőház, az sütőházbúl nyílik egy kőbolt [kővel boltozott helyiség], ugyanaz konyhábúl nyílik egy bolt. Az felső continuatioban ismét vagyon egy öreg [nagy] pitvar, abbúl nyílik egy ház, jó kemence vagyon benne, ugyanazon pitvarbúl nyílik egy kőház, abbúl ismég nyílik egy kőbolt. Item [továbbá] egy kőtorony felett való felső kicsiny kőházacska. Vagyon az alsó kőházban négy kassai kád, egy ferdőkád is vagyon ugyanazon házban. Vagyon egy keskeny hosszú üres láda.” A falu szélén emeletes, saroktornyos, boltozott helyiségekkel, körítő fallal megépített kastély kőkerítéséhez lóistállót is építettek, azon kívül pedig egy csűr is tartozott a majorhoz. Távolabb, Felsőgagy Patrac nevű részén egy majorsági pincéjük is volt a Fulóknak, a szőlőhegyen pedig egy allodiális szőlő is tartozott a kastélyhoz. A többes birtoklás miatt Felsőgagyon az erődített, emeletes Fuló-kastélyon kívül egy másikat is építettek a falu felső részén a Fulók birtokostársai, de a 17. század végére mindkettő romos lett. A Fuló családon kívül Felsőgagy faluban, kivéve a kastélyt, az 1670-es években birtokos volt még Girincsy Ferenc, Filpesi Albert, Mihály Salamon, Szabó András szolgabíró és Futassi István.
Felső- és Alsógagy, a két jobbágyfalu közül már a legkorábbi adóösszeírások is Alsógagyot jelenítik meg gazdaságilag jelentősebbnek. Az egyházi tized első ismert, 1552-ben készült összeírásában Alsógagy ismeretlen számú jobbágyai összesen 101 kalangya és 2 kéve őszi búzát és 11,5 kalangya és 17 kéve tavaszi gabonát termesztettek, míg Felsőgagyon ugyanez az érték: 23 kalangya és 12 kéve, illetve 3 kalangya és 3 kéve, azaz Alsógagy gabonatermése ekkor négyszerese volt a felsőgagyi jobbágyok termelvényének. Ezt a különbségét mutatják a – dika vagy rovás néven ismert – állami adó portaszámai is, 1532-ben Alsógagyon 17,5 porta mint adófakultás után fizették a jobbágyok az adót, ugyanekkor Felsőgagy portaszáma 3 volt. A Felső- és Alsógagy falu közötti különbség, ha nem is ilyen jelentős mértékben, végig megmarad a 16–17. század folyamán. 1553-ban 5 adóportányi gazdasági erővel rendelkezett Felsőgagy paraszti népessége, ahol a jobbágyok mellett 4 zsellér és az itt lévő földesúri majorság is hozzájárult az adóképességhez. Felsőgagy parasztsága a 16. század közepén veszít termelőképességéből, 1554-ben 3,5 adóportát írnak össze a faluban, de van két puszta jobbágytelek is, amelyeket, ismeretlen okból, talán a Bebek György és a Mondolayak közötti birtokjogi viszály miatt hagytak el a jobbágyok. 1564-ben és 1565-ben, Bebek György földesúri hatalma alatt tovább csökken a portaszám: 2-re. A Cserehát több falujának életében Hasszán temesvári pasa 1567 márciusában indított felső-magyarországi hadjárata jelentett tragikus fordulópontot. Az oszmán hadvezér János Zsigmond erdélyi fejedelem megsegítésére 5000 fős török sereggel és krími tatár kísérőcsapattal támadt a Lazarus von Schwendi felső-magyarországi főkapitány által ellenőrzött vidékekre, ezekre ugyanis az erdélyi fejedelem is igényt tartott. A hadjárat során a törökök Alsógagy falut teljesen felégették, a lakosok ebben az évben adót sem tudtak fizetni. Érdekes, hogy a szomszédos Felsőgagyon nem volt ilyen mértékű a pusztulás, 1567-ben ugyanis, a korábbival egyezően, 2 portányi adóképességet írtak itt össze az adórovók, míg Alsógagy még 1570-ben is adómentes volt a korábbi pusztítás miatt.
A tizenötéves háború (1593–1606) első éveiben Felsőgagy paraszti népessége és gazdasága sikeresen őrizte meg integritását. 1597-ben 15 jobbágy adott gabonadézsmát (összesen 28 kalangya őszit és 5 kalangya tavaszit), míg 10-en bordézsmát (összesen 5 köböllel), ugyanakkor 1598-ban 18, illetve 13 jobbágynak volt dézsmálható termése. A gabonadézsmát adó telkes jobbágyok 1597. évi névsora ( Pocsai Benedek bíró, Pántos András bíró, Tót Benedek, Tót Dénes, Tar György, Pocsai Demeter, Pocsai Péter, Pántos György, Kocsis István, Pántos János, Bullos Mátyás, Pántos László; 1598: Pocsai Benedek, Bacsó Jakab, Boros Dénes, Pántos Péter, Pántos Balázs, Tót Benedek, Katona Bálint, Tót Dénes, Pocsai Demeter, Pocsai Péter, Pántos György, Pántos András, Vid István, Tót Kristóf, Pántos János) jól mutatja, hogy a Pocsai, a Pántos, a Tót család volt a legnépesebb törzsökös jobbágyi família a 16. század végén. 1597-ben és 1598-ban a legtöbb gabonatermést (30–40 kalangyát) is Pocsai Demeter, Pocsai Péter és Pántos György produkálta, a falu bírái is ebből a két családból kerültek ki. 1598-tól 1608-ig a porta helyett a ház lesz az állami adó alapja, 1598-ban 30 ház, azaz körülbelül ugyanennyi jobbágygazdaság után fizetik az állami adójukat Alsógagy lakosai, míg Felsőgagyon ugyanekkor 20 házat írnak össze adóalapként.
A továbbiakban Felsőgagy termelési képességének jelentős romlásához hozzájárult, hogy 1599-ben tatár csapatok pusztítottak a vidéken, ráadásul a felső-magyarországi főkapitányságra frissen kinevezett Giorgio Basta (1550–1607) a tatár hadak ellen az abaúji Méra mellett vonta össze csapatait, s az itt felállított tábor királyi katonasága is hozzájárult a csereháti falvak kifosztásához. Falujuk felégetéséről maguk az felsőgagyi jobbágyok vallottak az adószedőknek 1599-ben, így adót sem tudtak fizetni. 1600-ban a tatár sereg és a királyi katonák pusztításai mellett még a pestis és az éhség is sújtotta Felsőgagy és a környező települések lakosságát, és a falu csak 1603-ban nyerte valamelyest vissza vitalitását, ekkor ugyanis, majd a következő években, egészen 1608-ig 3, majd 2 ház mint adóalap után fizették meg az adót Felsőgagy parasztjai. A portára mint adóalapra való visszatéréskor, 1609-ben, majd a 17. század első felének hiányos adóösszeírásaiban Felsőgagy a 2 portányi adófakultást sem érte el. 1625-ben a falu jobbágyai (Pántos Balázs, Csűri György, Kovács Gergely, özv. Susai Bertalanné, Pántos András, Herceg Péter, Pántos Mihály, Tót János, Nagy Gergely, Pántos György) Tar János és Csizmadia János falusi bírák vezetése alatt összesen 21 (12 egri iccés, azaz kb. 10 literes) köböl bordézsmát teljesítettek. 1635-ben a jobbágyokon és zselléreken kívül már taksás nemesek is éltek itt (Filpesi Ferenc, Vatai György, Nagy Gergely), sőt egy libertinust (Csűri György) is felvettek az adójegyzékbe. 1624-ben a felsőgagyi lakosok szerint falujuk nemesi telkekből áll, ezért dézsmát sem fizetnek. Az 1648. évi Abaúj vármegyei nemesi összeírásban Felsőgagyon 3 armalista nemes szerepel: Nagy György, Pántos György, Vatay György, vagyis a Pántos jobbágyi család egy (vagy több) tagja a 17. század közepére bekerült az egytelkes nemesek közé.
A falu és a régió történetét tekintve 1640-ben a török kor legsúlyosabb tragédiája következett be, Felsőgagyot ugyanis a török katonák pusztítása ekkor kényszerítette az oszmán hatalom, az egri törökök joghatósága alá. 1640-ben az Abaúj vármegye jegyzőkönyvébe bejegyzett korabeli tanúvallomás szerint a törökök „nagy kegyetlenül rablották Felső-, Alsó-Gagyot, Kércset és Baktát, iszonyú égetéseket tevén, amely helyekből keresztény atyánkfiai közül kiket levágott, kiket megégetett, kiket kegyetlenül rabságra vittek, összességgel teszen hétszázig, mely kegyetlen rablások miatt kényszerítettek meghódolni Alsógagy, Bakta, Beret és Detek”. Felsőgagy a szomszédos csereháti falvakkal együtt így került török uralom alá, amely egyszerre jelentette a szultáni, azaz oszmán állami hatalmat és a török földesurat. Felsőgagy ettől kezdve a Hódoltság peremvidékének azon helységei közé tartozott, egészen Eger 1687. évi törökök alóli felszabadításáig, amelyek kettős adózás alá estek, azaz a Magyar Királyság és a magyar földesurak mellett a törökök is adóval és járulékokkal terhelték őket. Alsógagy török földesura maga az egri pasa, az egri vilajet nagyhatalmú katonai és adminisztrációs vezetője lett, aki a földesúri járandóságot nem jobbágyonként, hanem összesítve (summásan) kérte falujától, évi 6 forintot és négy pint vajat, de ezen felül a „császár adóját”, azaz az oszmán államnak, a szultánnak járó adót is meg kellett fizetniük. Erről így vallottak a vármegye előtt az felsőgagyi jobbágyok 1641-ben: „Felső-Gagyban lakozók: Tót András, Fuló Miklósné asszonyom jobbágya, 25 esztendős, Pontos (Pántos) Mihály, Girinczi Mátyás uram jobbágya, 59 esztendős hitek után így vallanak: Akkor [1640-ben] mi rajtunk is rettenetes rablás esett, mikor az alsó-gagyiakon; hason veszedelembe forogtunk mi is. Rabot vitt el közülünk [a török] 66[-ot], lovainkat és egyéb barmunkat, az marhákat is mind elprédálta, annak utána is sok reá való fenyegetőzése miatt meg nem maradhattunk, hanem kedvét kellett keresnünk az [egri]basának, meghódoltunk, 6 frt summánk, 4 pint vaj; soha falunk nem hódolt annak előtte”. 1648-ban Felsőgagy már a részben taksás vagy taxás falvak közé tartozik, de az adórovók ekkor pusztaként írták össze a falut, és hasonlóan a szomszédos csereháti falvakhoz, megjegyezték: „meghódolt a töröknek”. Felsőgagy telkes jobbágyai a 16. század második felében már bizonyosan 3 nyomásban művelték szántóföldjeiket, mivel a református egyház földjei is három nyomásra oszlottak a 17. század elején (1. nyomásban: Tanorok-szer, 2. nyomásban: Czikora-szer, 3. nyomásban: Barackos völgy). A telki földek mellett a földesurak allódiumot is birtokoltak, Fuló Miklósnak 1670-ben 100 köbölnyi vetőmagot befogadó szántóföldjei voltak Felsőgagyon, amelyekbe egyaránt vetettek őszi búzát, árpát és zabot robotoló jobbágyok. A felsőgagyi majorságot Fuló Miklós más falvakban élő jobbágyai is művelték. A falu erdei a földesurak közös haszonvételét képezték, a jobbágyok csak engedéllyel szerezhettek onnan tűzifát.
Az 1640. évi pusztítást, a lakosok és állatvagyonuk nagyszámú elhurcolását Felsőgagy nem heverte ki, a 17. század második felében lassú elnéptelenedés kezdődött, a 16. század végi törzsökös jobbágycsaládok egy része feltételezhetőn kihalt, bár 1670 körül még Pántos és Babócs nevű jobbágy is élt a faluban. De a török kor végére sem lett teljesen puszta a falu, ehhez feltehetően az is hozzájárult, hogy kastélya, majorsága révén földesúri rezidencia és gazdasági központ maradt. Amikor 1671-ben felsőszendi Fuló Mátyás birtokost lefogták és birtokait elkobozták, Felsőgagyon 3 jobbágya (Figei Márton, Béres István, Pásztor István) és két zsellére (Balogh János, Kovács Márton) élt, egyikük, Kovács Márton a felsőgagyi allódium urasági tisztjeként (officialis) szolgált, és a kastélyban lakott. A Fuló-birtokrészen 1 taxás nemes is élt a kastélyhoz tartozó kuriális telken, Figei András.
A rendi ellenállásban és a harcokban jobbágyok is részt vettek, így 1668-ban Felsőgagyról 8 jobbágy volt részese annak a rajtaütésnek, amelyet a „kurucok” a szomolnoki pénzszállítmány ellen követtek el. A zsákmányból a jobbágyi jogállásúak is részesedtek. Az 1684. évi Abaúj vármegyei dézsmajegyzékben, Csőre György bíróságában, már csak 3 jobbágy szerepel Felsőgagyon, de ők sem adnak dézsmát termésük után, csak 12 dénár kereszténypénzt, mivel a földjükön semmi sem maradt a katonák miatt, azaz a Bécs felszabadítására vonuló lengyel és magyar hadsereg katonái megfosztották őket a termésüktől. 1695-ben azért nem tudtak Felsőgagyon dézsmálni, mert nem voltak telkes jobbágyok, a gabonadézsmások csak 6 zsellért (Figei András bíró, Tót Pál, Csűri György, Antal Mihály, Tar György, Lengyel Simeon) találtak, akik egyenként 12 dénárt fizettek ún. kereszténypénzként. Az 1696. évi országos adóösszeírásban is szerepel Felsőgagy, de csekély adóképességgel (1/16 porta).
Felsőgagy lakosai, a borsodi és abaúji régió legtöbb településéhez hasonlóan, a 16. század második felében a reformáció hívei lettek. A falu egyháza az 1567. évi debreceni zsinaton a Helvét Hitvallást aláíró abaúji, más néven kassavölgyi református seniorátushoz (esperességhez) tartozott, amely a 16. század végén egyesült a tornai egyházakkal, és ettől kezdve abaúj-tornai egyházmegyeként működött. Vallásos közösségük, gyülekezetük anyaegyházat alkotott, amelyhez több leányegyház (Alsógagy, Gagyvendégi, Csenyéte, Litka, Abaújlak) is tartozott a 16. század utolsó harmadában és a 17. század folyamán. Első református lelkészének neve 1580-ból maradt fenn: Korlátfalusi Pólya Pál. 1582/83-ban Csóka Lőrinc, 1596-ban és 1610-ben Eperjesi János, 1597/98-ban Görgei Réz Albert és Miskolci János prédikátor szolgálta a felsőgagyi és környékbeli reformátusokat. 1603-ban Veresmarti János, 1605-ben Csáki Mihály, 1606-ban, illetve 1611–1618 között Almási Pál, 1620/22-ben Salánki Mihály, 1623-ban Ónodi János, 1624–1629 között Maklári Márton, 1644-ben Vadászi Gergely volt a felsőgagyi református lelkész. Felsőgagy saját igaerővel szántó református jobbágyai a 16. század végén családonként egy 32 kévés kalangya búzát adtak évente a prédikátornak, a cimborás jobbágyok, azaz akik összeadták az igaerejüket, és úgy szántottak, hasonlóan támogatták a lelkészt, akinek önálló házban biztosított lakhatást az egyház. A jobbágyok 8 dénár garaspénzt, egyfajta helyi egyházi adót is fizettek évente. A zsellérek egy köböl szemes búzával tartoztak. Az egyház tanítót is tartott, aki a lelkésszel egyenlő javadalmat kapott a falutól. A hívek külön fizettek az esketésért, keresztelésért és a temetésért a lelkésznek, keresztelésért egy tyúkot, egy kenyeret és 1 dénár ún. komapénzt, ennek fele a tanítót illette. A temetés díja 12 dénár volt, ezen is osztozott a pap és a tanító. Esketésért csak a lelkésznek fizettek a 17. század elején, 12 dénárt. Az özvegyek három sing vásznat adtak prédikátoruknak. Az egyházi tizedből oktáva, azaz nyolcadrész járt a helyi lelkésznek. A református birtokosok is támogatták az egyházat, a Felsőgagyon lakó Lenkey Miklós a 16. század végén tizedet adott a földesúri dézsmájából, Fuló Mátyás ugyanekkor tetszése szerint segített. A felsőgagyi református egyház a középkori kőtemplomot használta, a templom felújítását az egyházra hagyományozott szántóföldek jövedelméből végezték. 1624-ben id. Fuló Miklós abaúji alispán költségén újították fel a templomot, ennek emlékére a patrónus egy középkori aranyozott kelyhet is adományozott a felsőgagyi egyház úrvacsorai alkalmaira. A templomot 1624 decemberében szentelték fel. A kehely később a felsőgagyi egyház leányházában, Csenyétére került, jelenleg a Sárospataki Református Kollégium Tudományos Gyűjteményeinek Egyházművészeti Múzeumában őrzik. A kehely talpára vésett, az adományozást megörökítő latin feliratban egy disztichont is elhelyeztek: SALVIFICOS + CHRISTI + SITIENS + GUSTARE +LIQUORES HUC PIE TENDE CITUS TU IMPIE PERGE + FORAS [Ha megszomjazván, Krisztus üdvözítő folyadékait kívánok ízlelni, kegyes lélekkel siess ide gyorsan, de ha istentelen vagy, gyorsan távozz a templomon kívülre].
Bár a török kori Felsőgagy falunak mind a kis- és középnemesi birtokos családjai, mind a jobbágyi, zselléri, libertinus és taxás nemesi paraszttársadalma a református vallást követte, a középkori templomban is református lelkész hirdette az igét, a falu neve a 17. századtól összekapcsolódik egy katolikus egyházi alapítványhoz, a gagyi (felsőgagyi) Boldogságos Szűz Mária-apátságához, illetve annak apátjához (Abbatia/Abbas B. M. V. de Gagy). A máig élő hagyomány szerint a felsőgagyi templom a középkorban itt állt bencés apátságé volt, de a középkori írásos források nem említik a gagyi kolostort vagy apátját, a Felsőgaggyal szomszédos Apáti (Gagyapáti) pedig a Heves vármegyei Sármonostora nevű bencés kolostor (a mai Abasár helyén) birtoka volt a középkorban. A gagyi apáti címet először 1638-ban adományozza az uralkodó Ajtay János egri kanonok-főesperesnek, mint olyan titulust, amely régóta betöltetlen. Ajtayt Luktor Imre szepesi őrkanonok (†1664) követi az apáti címben, akinek halála után, 1665-ben Lenkovich György szepesi kanonok lesz a gagyi apát. 1689-ben Svach György trencséni plébános és nyitrai kanonoknak adományozzák a címet, 1705-ben pedig Győry Ádám trencséni plébánosnak. A 17. századi adományozásokban sincs szó magáról az apátságról, csak a címzetes/tituláris apáti címről, illetve a javadalomról, de nem derül ki, hogy a javadalom egyáltalán létezik-e. Így a címzetes gagyi apáti méltóságot fiktívnek, a 17. századi katolikus egyházi vezetés által kreált méltóságnak tekinthetjük, amely mögött soha nem állt valódi szerzetesi intézmény és javadalom, hiszen a gagyi Boldogságos Szűz Mária-apátság soha nem létezett, talán egy 16. században elpusztult másik bencés apátság emlékezetét örökítették át így a korai újkorra.
Felsőgagy falu jelentős veszteségekkel vészelte át a 17. századot, de nem pusztult el teljesen, jobbágyai, urai fenntartották az életet, bár a közvélekedés a 18. század elején pusztaként értékelte. Az 1715. évi országos összeírásban a falu jobbágytelki része teljesen pusztaként szerepel, csak kuriális nemesek lakják. Bél Mátyás 1730-as évek elején készült és a 21. századig kéziratban maradt, Abaúj vármegyét latin nyelven leíró monográfiájában is pusztaként említi: „Felső-Gagy falu egykor a Báthoriak székhelyeként volt nevezetes, akiknek itt két kastélyuk volt, a nagyobbikat a falu alsó végén egy sík területen húzták fel, a kisebbiket a falu felső végén emelkedő dombra építették. Már régóta mindkettő romokban hever… A falut jelenleg azok bírják, akik a Báthoriak birtokaiban anyai jogon örökletesek. Ami szántóföldje van, mind dombon fekszik, és közepesen termékeny. Dombos fekvése miatt makkban gazdag erdei vannak, már ha termékeny az év. Szomszédjai délről Csenyéte falu, nyugatról Vendégi puszta; északról pedig Vajda falu és Büttös puszta.”

### 18. század
A község népességének egészéről a 18. század második felétől áll rendelkezésre megbízható adat. II. József népszámlálása volt az első olyan összeírás, amely a teljes lakosságra kiterjedt, és ennek adatai szerint 1785-ben a falu honos népessége 640 fő volt. Ludovicus Nagy 1828-ban megjelent népességstatisztikai munkája szerint ekkor 627 főt tartottak nyilván a faluban, és ebben az időszakban a házak száma is stagnálást mutat: II. József idején még 80, 1828-ban viszont már 82 házat jegyeztek fel az összeírók. A következő rendelkezésre álló adat, Fényes Elek 1850-ben megjelent Geographiai szótárában található 577 fő viszont némi csökkenést jelez. Az 1828-as országos adóösszeírás idején 92 személy után kellett adót fizetni a faluban. Az 1760-as évek végén végrehajtott úrbéri összeírás idején 18 jobbágyot, 7 házas és 4 házatlan zsellért vettek jegyzéke Felsőgagyon, nem sokkal később, a józsefi népszámlálás adatsora szerint viszont már 39 jobbágy és 71 zsellér, valamint családjuk alkotta a falu földműves lakosságát. Mindezek alapján a település ekkoriban a környék legnépesebb falujának számított. Határának termőképességet viszont Vályi András másodosztályúként, és ezáltal a szomszédos falvakéhoz képest gyengébb minőségűként minősítette, és a „középszerű” szóval jellemezte.
Felsőgagyon ebben az időszakban katolikus anyaegyház működött és a népesség többsége is ehhez a közösséghez tartozott: 1828-ban 373, Fényes munkájának idején pedig 370 lélek (közülük 347 római, 23 pedig görögkatolikus). A faluban jelentős protestáns kisebbség is lakott, 1828-ban 168, 1850-ben pedig 161 (az utóbbi évben 138 evangélikus és 23 kálvinista). A településen már a józsefi népszámlálás korában éltek zsidók (3 háztartás), és az izraelita népesség száma a következő évtizedekben jelentős gyarapodásnak indult (1828-ban 86, ami a csereháti térségben a második legnagyobb közösség ekkor Fáj után, 1850-ben viszont csak 46).
A falu egyik különös társadalmi sajátossága a birtoklás szerkezetéhez kapcsolódik. Az első népszámlálás idején egyetlen nemest találtak a keresztény férfi lakosságon belül, miközben a másfél évtizeddel korábbi úrbéri összeíráskor az összesen 11 egész telek területű (371 hold) jobbágyföld öt földesúr között oszlott meg. Ez valószínűleg arra utal, hogy a szóban forgó földbirtokosok – a Fáy, Tiszta, Puky, Péchy és Szőlősy nemzetségek egy-egy tagja – nem laktak helyben. Fényes könyvének megjelenése idejére ez a névsor némiképp módosult: ekkor (az immár grófi rangú) Fáy családon kívül a Péchy, Lánczy, Szentimrey és Putnoky családok birtokoltak földet Felsőgagyon.

### 19. század
Felsőgagy népessége a 19. század második felében félezer fő körül stagnált (1857-ben 499 fő, 1880-ban 516 fő, 1900-ban 495 fő), a hagyományos paraszti közösségekre jellemző magas termékenységet az elvándorlás ellensúlyozta. A születések aránya 1900 és 1910 között 39,5‰, a halálozásoké 24,9‰ (a természetes szaporodás többlete 65 fő), ebben az évtizedben azonban körülbelül 100 fő (minden ötödik lakos) költözött el, illetve vándorolt ki a tengerentúlra. A lakosság felekezeti megoszlása a század második felében nem változott jelentősen, és a római katolikusok, bár a számuk csökkent, többségben maradtak (1880-ban 294 fő, 57%, 1900-ban 239 fő, 48%). A görögkatolikusok száma emelkedett (43 főről 106 főre), rajtuk kívül reformátusok (a századfordulón 81 fő), evangélikusok (28 fő) és izraeliták (41 fő) éltek a faluban.
A település földhasznosítására a 19. század közepén a szántók és a legelők magas aránya jellemző (az előbbiek területe 1865-ban 1378 kataszteri hold, a faluhatár 55%-a, az utóbbiaké 858 hold, 34%). A következő évtizedekben körülbelül 250 hold úrbéres legelőt törtek fel, aminek a következtében a szántók területe 1895-ig 1615 holdra emelkedett, igaz, az egy holdra jutó tiszta jövedelem (mindössze 2–3 forint) az egész Csereháton a legalacsonyabbak közé tartozott.

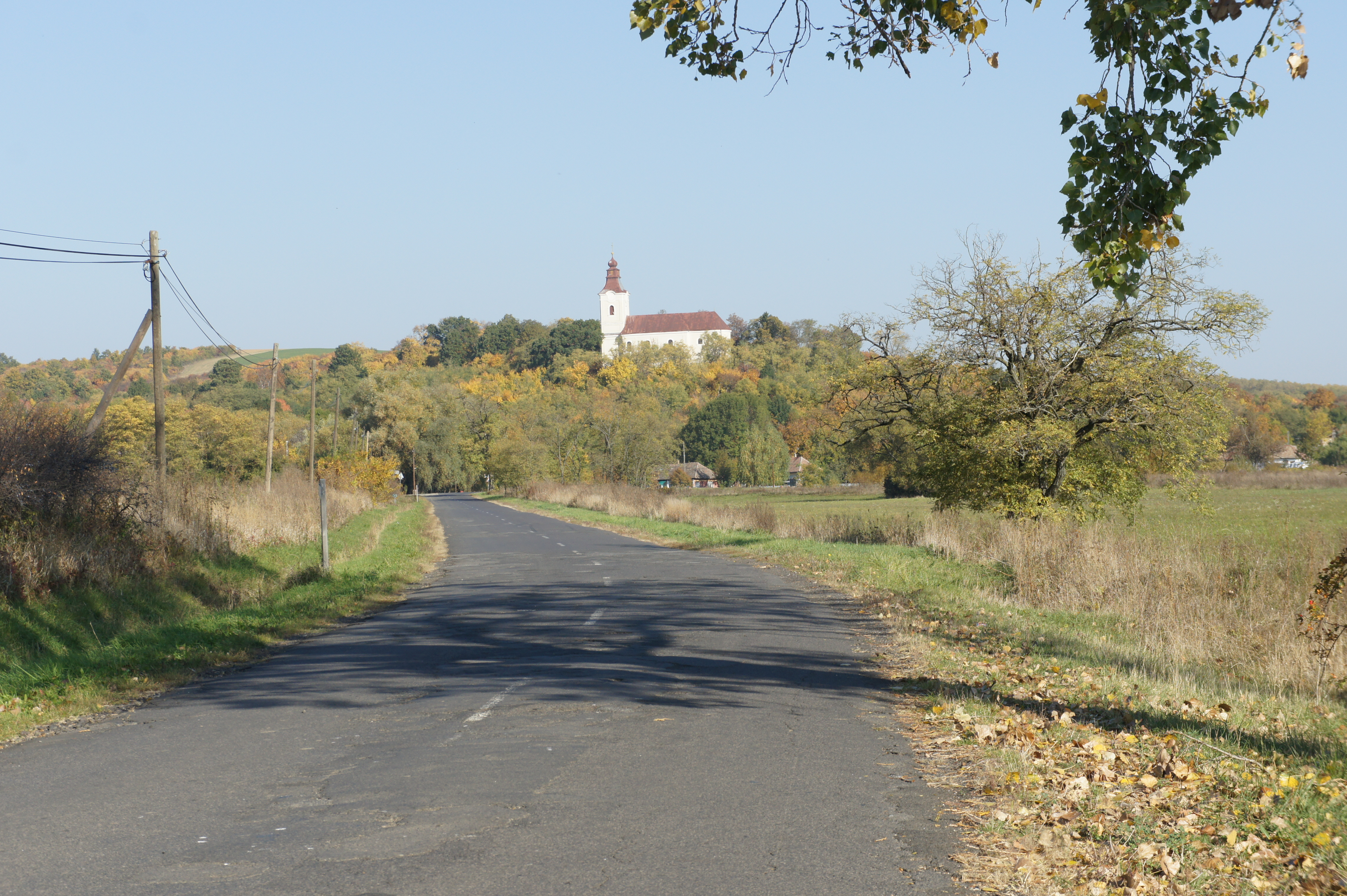
Felsőgagy határa háttérben a Kisboldogasszony római katolikus templommal

Felsőgagy a Gagyvidék központja volt, és a kistérségi társulás, illetve a szomszédos falvak (Alsógagy, Gagyapáti, Gagybátor, Gagyvendégi) gazdái közötti együttműködés sajátos formájaként alakult meg 1918 áprilisában a Felsőgagy és vidéke fogyasztási és értékesítő szövetkezet, mely tagjainak olcsó háztartási cikkekkel ellátását, valamint a termékeik eladását segítette (elnökének Répászky József plébánost választották meg).
A település régóta ismert jód-, rádium- és kéntartalmú forrásai az idegenforgalom számára kínáltak lehetőséget. Fazekas János a dualizmus időszakában fürdőházat és kabinokat épített, s a „csodahatású” forrásokat „messzi vidékekről” látogatták. A további fejlesztéseket (a higiénikusabb felszerelést) a fürdő világháború előtti leégése, valamint Fazekas (egy magánjellegű konfliktust követő) öngyilkossága hiúsította meg.
Felsőgagy reformkori földesura, gróf Fáy István az 1850-es években csődbe jutott, részbirtokát Darvas Antal vásárolta meg. Fia, Darvas Ferenc (1842–1915) az 1880-as évek elején a csereházi járás főszolgabírója, majd 1887-ben szabadelvű programmal országgyűlési képviselővé választották. Ezután 1200 kataszteri holdas birtokán gazdálkodott, feleségének, Szentimrey Emmának mezőgazdasági szeszfőzdéje volt, mely a „közgazdasági érdekekre” tekintettel, adómentességet kapott. A csődöt azonban így sem kerülhették el. Az adósságok miatt először az ingóságokat árverezték, majd 1914-ben a birtokot, a 10 szobás kastélyt és az ősparkot kellett áruba bocsátani.

### 20–21. század
Felsőgagy 1910-ben Abaúj-Torna vármegye Csereháti járásához tartozott. A kisközség 2 510 kat. holdon (= 1 444 hektár) terült el, lakóinak száma 467 volt. A teljes egészében magyar anyanyelvű faluban a 262 fős római katolikus felekezet volt meghatározó, de jelen volt 77 görögkatolikus, 64 református, 37 evangélikus, 25 izraelita és 2 fő egyéb vallású hívő is. A lakosság túlnyomó többsége a mezőgazdaságban talált megélhetést, az iparban és egyéb ágazatokban foglalkoztatottak száma csak az 1960-as évektől növekedett.
Az 1914-ben kezdődő első világháborúból Felsőgagy lakossága is kivette a részét. Az elesettek emlékét a római katolikus templom jobb oldali falán elhelyezett emléktábla őrzi. Név szerint ők a következők voltak: Dvoráczki András, Hornyák János, Krajnyák József, Majoros József és Pálinkás János.
A trianoni békeszerződés közigazgatási változásai következtében Felsőgagy az Encsi járás része lett. A háborús évek ellenére a település lélekszáma 1920-ra 508 főre emelkedett. Más vonatkozásban Trianon nem hozott lényegi változást: a faluban élők továbbra is kizárólag magyar anyanyelvűek voltak, vallási tekintetben pedig a 285 fős római katolikusság megőrizte dominanciáját. Mellettük 84 fő református felekezetű volt, 80 fő görögkatolikus, 30 fő izraelita és 29 fő evangélikus. 1941-re 476-ra csökkent Felsőgagy népessége. A továbbra is megkérdőjelezhetetlen római katolikus (296 fő) fölény ellenére a görögkatolikusok (109 fő) számottevő gyarapodást produkáltak, a többi felekezet azonban visszaesést mutatott: ekkor már csak 48 református, 15 izraelita és 8 evangélikus hívő élt a faluban.

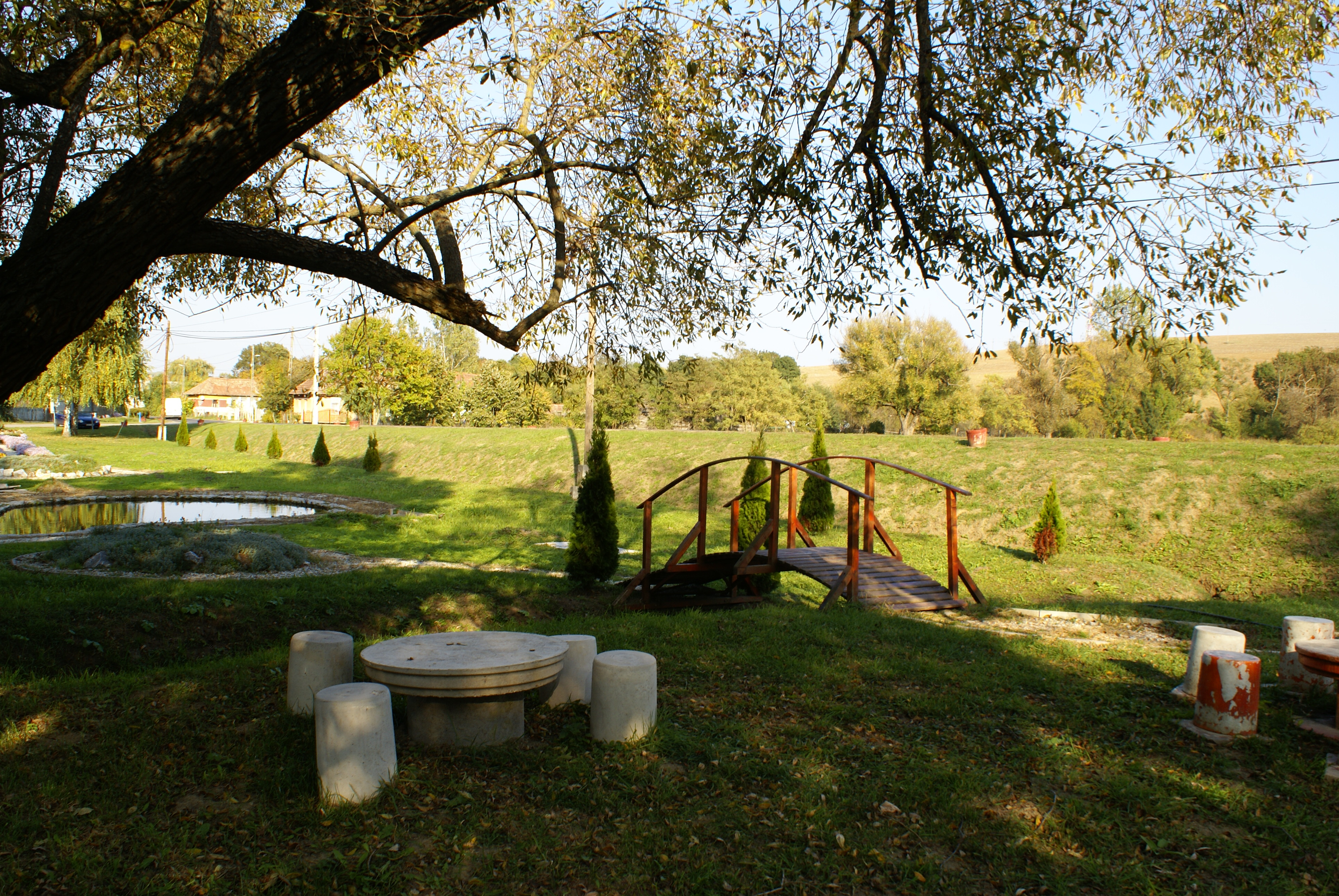
Kastélypark

1918-ban Répászky József római katolikus lelkész kezdeményezésére Hangya szövetkezet alakult, mely csépléssel foglalkozott, s 1921-ben 3,5 millió koronás forgalmat bonyolított. Az elnöki tisztet Répászky töltötte be, az ügyvezető alelnök Gulya József, az igazgatósági tagok Tóth József, Tóth András és Závodczky János kisgazdák voltak. A felügyelő bizottságban kapott helyet Jedlinczky József gépész, valamint Pálinkás János, Pálinkás József, Képes Mihály és ifj. Bahor József kisgazda. A könyvelő id. Majoros János, a pénztárnok Tóth János kisgazda volt. A világháborúk közötti periódusban két állami elemi iskola is működött Felsőgagyon, a legnagyobb földbirtokosok pedig Lippay Norbert és az erdélyi származású Báró Huszár László voltak. Utóbbi tulajdonában volt a helyi szeszgyár is. A 20. század elején az Afrika-utazó Huszár báró vadászháznak szánt kúriát építtetett a leégett Darvas-kúria helyén. Alatta húzódik az a pincerendszer, amin keresztül állítólag II. Rákóczi Ferenc Kassára menekült a szabadságharc bukását követően. A parkot halastó díszítette és reumatikus panaszokra gyógyírt kínáló gyógyfürdő működött benne, de a második világháborúban elpusztult.
Felsőgagy más tekintetben is megszenvedte a háborút. A frontra vezényelt katonák közül Balogh Miklós, Brezsnyák József, Hornyák Endre, Jakab Márton, Képes János, Kocsiscsák Sándor, Krisztián József, Majoros Bálint, Majoros József és Venczel József sosem tértek haza. Emléktáblájuk szintén a római katolikus templom falán nyert elhelyezést. A vészkorszak idején a veszteségek az elhurcolt zsidó lakosok számával növekedtek. Az áldozatok között volt özv. Blau Adolfné, Blau Jenő, Blau Géza, Blau Helén, Blau Dezső, Blau Irén, Fischer Ernő, Fischer Ernőné, Lefkovits Dezső, Schäffer Jenő, Schäffer Jenőné, Schäffer Edit, Schäffer Klára és Schäffer Miklós.
Felsőgagy számára 1944. december 16-án értek véget a harcok. 1949-ben a második világháború utáni első népszámlálás szerint az itt élők száma 487 főre növekedett. A túlnyomó többség, 68,6%, továbbra is a római katolikus egyházat követte, míg 22,4% volt görögkatolikus, 7,0% református és 1,4% evangélikus hívő. Felsőgagy azon kevés vidéki kistelepülés közé tartozott, melynek maradt csekély számú izraelita (0,6%) lakosa is. A szocializmus évtizedeiben a népesség folyamatosan csökkent, az 1990. évi népszámlálás idején már mindössze 182 fős volt a lakónépesség.
A szocialista átalakulás eredményeként Felsőgagyon is mezőgazdasági termelőszövetkezet alakult Virágzó néven, ami állattenyésztéssel, növény- és gyümölcstermesztéssel (főleg szilva) foglalkozott. A település lakosainak egy része itt vállalt munkát, míg másik része Miskolcra járt dolgozni. Az ipari ingázók száma 1960-ban 43 volt. A téesziroda az egykori Huszár-kúriában kapott helyet.
1956-ban a forradalom hírére Felsőgagyon felvonulást tartottak és munkástanácsot választottak, melynek vezetője Marcin József lett. Kovács János tanácselnök leváltásra került, s bár a forradalom leverését követően kormányhatározat helyezte vissza hivatalukba a menesztett tanácsvezetőket, Kovács többszöri felszólítás ellenére sem volt hajlandó ismét betölteni a tisztséget. Így a község 1957 májusáig elnök nélkül maradt, de nem történt meg a megyei tanács előző évi decemberi utasítása ellenére a feloszlatott munkástanácsok tagjainak a tanács végrehajtó bizottságába való kooptálása sem. Végül a vb az addigi elnökhelyettest, Majoros Istvánt választotta tanácselnökül.
A szocializmus idején kéttantermes, többnyire kéttanerős iskolában folyt az oktatás, az elvándorlás és a születések számának csökkenése miatt azonban a diáklétszám az 1960-as évek közepére jelentősen megcsappant. Míg az 1945/46-os tanévben a tanulók száma 76, sőt még 1959/60-ban is 61 volt, 1965/66-ban mindössze 25. Az 1960-as évek végén már csak az alsó tagozatosok tanultak helyben az 1–4. évfolyamon összevonva, míg a felsősök a baktakéki körzeti iskolát látogatták. Ide jártak Alsógagy, Berzék, Csenyéte, Detek és Fancsal tanulói is. 1962-ben megtörtént a község villamosítása, kis könyvtár, mozi és művelődési terem is létesült.
A második világháború utáni változások közigazgatási átszervezéssel is jártak, minek eredményeképpen 1950-től Felsőgagy Borsod-Abaúj-Zemplén megye Encsi járásába sorolódott. A település továbbra is körjegyzőségi székhely maradt, a Felsőgagyi körjegyzőséghez tartozott Alsógagy, Csenyéte és Gagyapáti is. 1966. szeptember 30-tól ugyanezen falvak Felsőgagy központú községi közös tanácsot szerveztek. 1978. december 31-én történt újabb változás, amikor Alsógagy, Felsőgagy, Csenyéte és Gagyapáti Baktakék községi közös tanács társközségeivé váltak (Beret és Detek településekhez hasonlóan), s ezzel egyidejűleg a felsőgagyi közös tanács megszűnt. Baktakék közös tanácsú községet 1984. január 1-jével Encs városkörnyéki községévé nyilvánították. Végül a rendszerváltás következményeként 1991. január 1-én – a korábbi összetétellel – újjáalakult a Felsőgagyi körjegyzőség.
A szocializmusban jellemző népességfogyás eleinte a rendszerváltást követően is folytatódott, majd az utóbbi évtizedben mérsékelt gyarapodás kezdődött. 2011-ben 184, 2020. január 1-én azonban már 209 fős volt Felsőgagy lakónépessége. A 2011. évi népszámlálás alkalmával a lakosság 99,5%-ban magyarnak, 29,2%-ban cigánynak és 2,6%-ban németnek vallotta magát, vallását tekintve pedig 69,2% volt a római katolikus, 11,8% a görögkatolikus, 10,3% a református és 1,0% az egyéb felekezetűek aránya. 3,6% felekezeten kívüliként határozta meg magát, míg 4,1% nem kívánt válaszolni.
Felsőgagy lakossága napjainkban elöregedő és az aktív korúak között magas a munkanélküliek aránya. A település háziorvosi körzetközpont, de fogorvosi ellátásra Baktakéken, gyermek- és szakorvosi ellátásra pedig Encsen van lehetőség. A legközelebbi kórház Szikszón, mintegy 30 km-re, vasútállomás Encsen, 22 km-re található. Az óvodás és iskoláskorú gyerekek a baktakéki és encsi intézményekbe járnak. A település közös önkormányzati hivatalt fenntartó község, melynek székhelye Krasznokvajda. Felsőgagyban roma nemzetiségi önkormányzat működik.

## Nevezetességek
- Római katolikus templom. A templom falában található Gagyi László sírköve, mely egyike a legrégibb címeres sírköveknek. A jelenlegi templom a 18. században épült fel, mert az előtte álló, kisebb templom egy földrengés során ledőlt. Érdekessége a jelenlegi templomnak, hogy a mostani északi falát a templomnak az előző templom déli falából alakították ki. Ezért is látható egy füves és sík terület a templom mellett.
- A 20. század elején épült báró Huszár László kúriája a korábban leégett 18. századi Darvas-kastély helyére. Alatta pincerendszer húzódik, mely egykor a bencés kolostorhoz tartozott és a legenda úgy tartja, ezen át menekült el II. Rákóczi Ferenc a szabadságharc bukása után Kassára.
- Kastélyparkjában az 1900-as évek elején aktív gyógyfürdő működött. Messze földön híres volt Felsőgagy a gyógyvizéről. Volt egy halastava is a kastélynak, amit ma mocsár és iszap borít.

## Közélete

### Polgármesterei
- 1990–1994: Bogoly János (független)[92]
- 1994–1998: Bogoly János (független)[93]
- 1998–2002: Bogoly János (független)[94]
- 2002–2006: Bogoly János (független)[95]
- 2006–2010: Bogoly János (független)[96]
- 2010–2014: Bogoly János (független)[97]
- 2014–2015: Szabó Krisztián (független)[98]
- 2015–2019: Szabó Krisztián (független)[99]
- 2019–2024: Kótai Aladár (1967, független)[100]
- 2024– : Kótai Aladár (független)[1]

A településen 2015. július 19-én időközi polgármester-választást (és képviselő-testületi választást) tartottak, az előző képviselő-testület önfeloszlatása miatt. A választáson a hivatalban lévő polgármester ellenjelölt nélkül indult el, így nem is volt kérdéses, hogy meg tudja erősíteni pozícióját.
A 2019-es önkormányzati választás idején Felsőgagyon azért kellett a győztes polgármesterjelölt neve mellett megkülönböztetésként a születési évét is szerepeltetni, hogy egyértelműen el lehessen különíteni egy másik, azonos nevű, de 1986-ban született [mandátumot egyébként nem szerző] képviselő-jelölttől.

## Népesség
A település népességének változása:
| Lakosok száma | 198  | 204  | 216  | 216  | 213  | 208  | 211  |
|               | 2013 | 2014 | 2015 | 2021 | 2022 | 2023 | 2024 |

2001-ben a település lakosságának 62%-a magyar, 38%-a cigány nemzetiségűnek vallotta magát.
A 2011-es népszámlálás során a lakosok 99,5%-a magyarnak, 29,2% cigánynak, 2,6% németnek mondta magát (a kettős identitások miatt a végösszeg nagyobb lehet 100%-nál). A vallási megoszlás a következő volt: római katolikus 69,2%, református 10,3%, görögkatolikus 11,8%, felekezeten kívüli 3,6% (4,1% nem válaszolt).
2022-ben a lakosság 97,2%-a vallotta magát magyarnak, 20,7% cigánynak, 1,4% németnek, 2,8% egyéb, nem hazai nemzetiségűnek (2,8% nem nyilatkozott; a kettős identitások miatt a végösszeg nagyobb lehet 100%-nál). Vallásuk szerint 15% volt római katolikus, 5,2% református, 24,9% görög katolikus, 6,6% felekezeten kívüli (48,4% nem válaszolt).